# Pheidole anthracina
Pheidole anthracina är en myrart som beskrevs av Auguste-Henri Forel 1902. Pheidole anthracina ingår i släktet Pheidole och familjen myror.

## Underarter
Arten delas in i följande underarter:
- P. a. anthracina
- P. a. grandii
- P. a. orba